# Boninnadagara
Boninnadagara là một chi bướm đêm thuộc họ Geometridae.